# ファンタスマゴリア (たむらしげる)
『ファンタスマゴリア』（PHANTASMAGORIA）は、1989年に刊行されたたむらしげる原作の絵本。またはそれを元にしたデジタル絵本、アニメーション作品シリーズ。

## 概要
幻想的な惑星ファンタスマゴリアを舞台とした作品。アニメーション版は、5分程度の短編が15編収録されている。

### 年鑑
- 1989年 絵本『ファンタスマゴリア』（PHANTASMAGORIA）発行元：架空社
- 1995年 デジタル絵本『ファンタスマゴリア』（PHANTASMAGORIA）発行元：東芝EMI　マッキントッシュ専用の作品。
- 1995年 デジタル絵本『ファンタスマゴリア』（PHANTASMAGORIA）発行元：東芝EMI　Windows 3.1版の作品。
- 1995年 CD-ROM原画集『ファンタスマゴリア』（PHANTASMAGORIA Original Graphics & Music）発行元：愛があれば大丈夫
- 1999年 DVD,VHS,LD『ア・ピース・オブ ファンタスマゴリア』（a piece of PHANTASMAGORIA）発行元：バンダイビジュアル
- 2000年 コミック『ファンタスマゴリアデイズ1』『ファンタスマゴリアデイズ2』発行元：メディアファクトリー
- 2002年 デジタル絵本『アミューズメント・プラネット・ファンタスマゴリア』発行元：愛があれば大丈夫

### 各話タイトル（アニメ版）
1. オーロラショウ
2. 虹の谷絵の具工場
3. ガラスの海
4. 南の大陸
5. 電球発光の日
6. ゴーストタウン
7. キノコ村
8. 密造酒
9. サボテンの街
10. ほんやらベーカリー
11. アルタイルの酒場
12. 人工の月
13. デジタルゾーン
14. 流れ星の夜
15. 旅の終わり

## スタッフ
- 監督・原作：たむらしげる
- 音楽：手使海ユトロ
- ナレーション：あがた森魚、かの香織